# غايلاني أيوغي
غايلاني أيوغي (بالإنجليزية: Gaylyne Ayugi)‏ وهي عارضة أزياء كينية ولدت في سنة 1994 في مدينة نيروبي عاصمة كينيا بمسابقة ملكة جمال كينيا لسنة 2014.